# Relativer Lohn
Der relative Lohn ist der Betrag, den die Arbeitnehmer eines Landes als Stundenlohn erhalten, im Vergleich zum Stundenlohn der Arbeitnehmer eines anderen Landes. Der relative Lohn ist dem Oberbegriff Außenwirtschaft, speziell der Theorie des internationalen Handels, insbesondere dem Thema Ricardo-Modell, zuzuordnen.

## Berechnung
Der relative Lohn berechnet sich wie folgt:
{\displaystyle {\frac {\text{Stundenlohn der Arbeiter im Inland}}{\text{Stundenlohn der Arbeiter im Ausland}}}={\frac {w}{w^{*}}}}

## Relative Löhne und Spezialisierung
Ein Gut wird immer dort produziert, wo die Herstellung im Vergleich zu anderen Ländern preiswerter ist.
Somit gilt:
{\displaystyle w\cdot a\cdot L_{i}<w^{*}\cdot a^{*}\cdot L_{i}}
beziehungsweise:
{\displaystyle {\frac {a^{*}\cdot L_{i}}{a\cdot L_{i}}}>{\frac {w}{w^{*}}}}
mit
- {\displaystyle a\cdot L_{i}} = Arbeitskoeffizient im Inland für ein bestimmtes Gut
- {\displaystyle a^{*}\cdot L_{i}} = Arbeitskoeffizient im Ausland für ein bestimmtes Gut

Das heißt: die Kosten für die Herstellung des Gutes {\displaystyle i} sind im Inland billiger als im Ausland. Deshalb produziert das Inland das Gut {\displaystyle i}.
Ist das Gut {\displaystyle i} im Ausland billiger zu produzieren, dann gilt:
{\displaystyle w\cdot a\cdot L_{i}>w^{*}\cdot a^{*}\cdot L_{i}}
beziehungsweise:
{\displaystyle {\frac {a^{*}\cdot L_{i}}{a\cdot L_{i}}}<{\frac {w}{w^{*}}}}

## Relativer Lohn im Einfaktormodell des Welthandels
Das Einfaktormodell ist das einfachste Außenhandelsmodell. Ein Land produziert das Gut dort, wo es einen komparativen Vorteil hat, d. h. wo die Opportunitätskosten für die Herstellung des Gutes im Vergleich zu anderen Ländern möglichst gering sind.

### Beispiel
Das Inland hat einen komparativen Vorteil in der Herstellung von Bratwurst und das Ausland einen in der Produktion von Bier. Weiterhin herrscht auf dem Markt vollständiger Wettbewerb und es gibt nur einen Produktionsfaktor „Arbeit“ sowie zwei Güter, Bratwurst und Bier. Zur Herstellung für 1 Kilogramm des Gutes Bratwurst benötigt das Inland 2 Stunden. Das Ausland dagegen für 1 Liter Bier 4 Stunden. Somit verdient der Arbeiter des inländischen Unternehmens pro Stunde 1/2 Kilogramm Bratwurst und der Arbeiter des Auslands 1/4 Liter Bier pro Stunde.
Betragen beispielsweise die Preise für ein Kilogramm Bratwurst 8 Euro und der Bierpreis für einen Liter beträgt auch 8 Euro, dann errechnet sich der relative Lohn:
- 8 € je kg/0,5 kg = 4 €/h verdient der Arbeiter des Inlands
- 8 € je kg/0,25 l = 2 €/h verdient der Arbeiter des Auslands

w/w* = 4 € / 2 € = 2
Der relative Lohn des Inland-Arbeiters ist doppelt so hoch wie der des Ausland-Arbeiters.

## Relativer Lohn bei mehreren Gütern
Der relative Lohn lässt sich hier nicht so einfach bestimmen wie im Einfaktormodell. Hier muss der relative Lohn bekannt sein, um festzustellen wer was produziert. Um die relativen Löhne bei mehreren Gütern ermitteln zu können, muss hinter der relativen Nachfrage nach Gütern die dadurch implizierte relative Nachfrage nach Arbeit betrachtet werden. Diese ist eine abgeleitete Nachfrage, welche sich aus der Nachfrage nach den Gütern ergibt, die durch Arbeit des jeweiligen Landes hergestellt werden. Steigen die Inlandslöhne im Verhältnis zu den Auslandslöhnen, dann sinkt die relative abgeleitete Nachfrage.
Hierfür gibt es zwei Gründe:
1. Die Weltnachfrage nach diesen Gütern sinkt, wenn die im Inland produzierten Güter mit im Inland im Verhältnis steigenden Arbeitskosten teurer werden.
2. Bei steigenden Inlandslöhnen werden im Ausland mehr Güter produziert als im Inland, sodass die Nachfrage nach Arbeit im Inland weiter sinkt.

### Beispiel

Bestimmung der relativen Löhne mit RS = Weltangebot und RD = Weltnachfrage

Der Lohnsatz im Inland ist 3,5 Mal so hoch wie im Ausland. Das Inland würde deswegen Äpfel, Bananen und Kaviar produzieren und das Ausland Datteln und Enchiladas.
Steigt der relative Lohn auf 3,99, ist die Spezialisierungsstruktur unverändert. Aber die produzierten Güter im Inland würden teurer werden und die relative Nachfrage nach diesen Gütern würde sinken, was zur Folge hat, dass auch die relative Nachfrage nach Inlandsarbeit sinkt. Erst wenn sich der relative Lohn auf 4,01 erhöht, verschiebt sich die Spezialisierungsstruktur, denn die Produktion von Kaviar wäre jetzt billiger im Ausland als im Inland. Dies führt dazu, dass die relative Nachfrage im Inland abrupt einbricht, weil die Produktion von Kaviar im Inland auf Null zurückgehen würde und das Ausland eine neue Branche erhält.
Der relative Lohn befindet sich dort im Gleichgewicht, wo sich RS und RD schneiden. Wenn sich RS und RD auf einem flachen Abschnitt (siehe blaue Linie in der Abbildung) im Gleichgewicht befinden, dann produzieren beide Länder dieses Gut.